# Барыковы
Барыковы (Борыковы) — русский дворянский род.
Предок Барыковых Марко Демидович, выехал из Литвы в Тверь к великому князю Ивану Михайловичу (около 1399). У Марка Демидовича был сын Александр Хваст (родоначальник Спячих и Бабкиных),  внук Михаил Константинович Индегорь (родоначальник Индегоровых), у которого был правнук Василий Львович Барык, от коего пошли Барыковы.
В 1477 году Борис Борыков пожалован от Иоанна Великого в Вотской пятине в погосте Ивановском-Куйвашском — деревнями, отписанными у новгородцев Петра Кречетникова и Федора Троецкого. Нечай Иванович Барыков убит в казанском походе 1550, и имя его вписано в синодик Московского Успенского собора на вечное поминовение.
При подаче документов 26 марта 1686 года для включения рода в Бархатную книгу была предоставлена родословная роспись.
В XVII веке Барыковы служили в стряпчих, стольниках и дворянах московских. Пятнадцать Барыковых в 1699 владели населенными имениями.

## Известные представители
- Барыков Василий Степанович — воевода в Михайлове (1629—1630).
- Барыков Лев — воевода в Чернавском остроге (1664), в Ливнах (1665).
- Барыков Парамон — воевода в Хотмыжске (1664).
- Барыков Андрей Михайлович — стольник царей Иоанна и Петра Алексеевичей, упомянут в Азовском походе (1696)[3].
- Барыков Фёдор Лаврентьевич (1830—1892) — тайный советник, сенатор.
- Барыков, Фёдор Васильевич (?—?) — декабрист, корнет лейб-гвардии Конного полка.
- Барыкова, Анна Павловна (1840—1893) — русский поэт, переводчик.
- Барыкова, Мария Сергеевна (1875—1942) — певица, выступавшая в любительских спектаклях, дочь писательницы А. П. Барыковой, правнучка художника графа Ф. П. Толстого. Жена Н. Н. Глебова, мать Т. Н. Глебовой. Жертва блокады Ленинграда: скончалась, на пути в эвакуацию, выехав из блокадного Ленинграда, похоронена в городе Данилове Ярославской области.
- Барыков Сергей Иванович (1872—1937?) — левый эсер, член группы Бориса Савинкова, принимал участие в покушении на Плеве. Автор статистических и политических брошюр. Председатель земельного комитета Костромы в 1918. Упоминается в романе М.Алданова.
- Барыков Всеволод Иванович (1868—1939) — левый эсер, известный земский деятель, автор статей по статистике, владелец обувной фабрики в Костроме, основатель музея народных ремесел при земстве Костромы.
- Барыков Николай Всеволодович (1900—1967) — генерал, танкостроитель, автор танков Т-28 и Т-35; принимал участие в разработке танка Т-34; памятник в Кубинке.
- Барыкова Мария Николаевна (1960—2021) — российская писательница, переводчик, урбанист.

## Описание гербов

### Герб Барыковых 1785 г.
В Гербовнике Анисима Титовича Князева 1785 года имеется изображение двух печатей с гербами представителей рода Борыковых:
1. Герб Ивана Васильевича Борыкова: в серебряном поле щита с золотою каймою, изображены посредине, положенные накрест две золотые шпаги, остриём вниз, а по сторонам розовый и жёлтый флаги. Над шпагами, синий Андреевский крест, как и на одном правом знамени. Внизу и по бокам шпаг изображены три шестиконечные золотые звёзды (две золотые звезды по бокам в промежутке шпаг и занмён и одна под шпагами). Щит увенчан дворянской короной (дворянский шлем и намёт отсутствуют). По сторонам короны две шестиконечные звезды. Вокруг щита фигурная виньетка.
2. Герб Ивана Алексеевича Борыкова: в серебряном поле щита изображены накрест положенные две серые шпаги с золотыми эфесами, остриём вниз, а по бокам от них синий и розовых флаги. Над шпагами, синий с золотыми концами Андреевский крест. Под шпагами изображена шестиконечная золотая звезда, как и по бокам от флага, также изображены две золотые шестиконечные звезды. Щит увенчан коронованным дворянским шлемом с клейнодом на шее. Цветовая гамма намёта не определена[4].

### Герб. Часть V. № 37
В щите, имеющем серебряное поле, посредине перпендикулярно изображена красная полоса, на которой между четырьмя золотыми шестиугольными звёздами положены крестообразно две серебряные шпаги, обращённые остроконечием вниз, а по сторонам на серебре поставлено по одному знамени.
Щит увенчан обыкновенным дворянским шлемом с дворянской на нём короной и тремя страусовыми перьями. Намёт на щите красный, подложенный золотом. Герб рода Барыковых внесён в Часть 5 Общего гербовника дворянских родов Российской империи, стр. 37.